# Jacob Robinson
Jacob Robinson (* 28. November 1889 in Seirijai; † 24. Oktober 1977 in New York) war ein litauisch-amerikanischer Jurist, Historiker und Politiker.

## Leben und juristische Tätigkeiten
Robinson wurde 1889 in Seirijai (Russland, heute Litauen) als Sohn eines jüdisch-orthodoxen Rabbiners geboren. Er studierte zwischen 1910 und 1914 Rechtswissenschaft in Warschau und war von 1923 bis 1926 Mitglied des litauischen Parlaments.  Als ständiger Delegierter vertrat er von 1925 bis 1933 jüdisch-litauische Minderheiten im Europäischen Nationalitätenkongress. Parallel arbeitete Robinson Anfang der 1930er Jahre als Rechtsberater der litauischen Regierung.
Er emigrierte im Dezember 1940 in die USA und wurde 1946 amerikanischer Staatsbürger. Dort baute er 1940 mit seinem Bruder Nehemia das Institute of Jewish Affairs (IJA) auf. Dabei konzentrierte sich die Arbeit in den Jahren 1941/42 auf Studien zu den Rechten von Minderheiten, Lösungsansätzen für das „jüdische Problem“ und die Rehabilitation der jüdischen Bevölkerung in ihren jeweiligen Staaten. Dann befasste sich Robinson zunehmend mit den Gräueltaten in Europa und das Institut verfügte so 1945 über ein klares Konzept zum Holocaust, zu den Tätern und Mechanismen der Ausrottung. Dabei wurde von einem zentral geplanten Verbrechen (Intentionalistischer Ansatz) ausgegangen und die Opferschätzungen waren nur geringfügig konservativer als die Täterschätzungen von Dieter Wisliceny oder Wilhelm Höttl. Jüdische Organisationen und Vertreter hatten keinen offiziellen Status bei den Nürnberger Prozessen aber Robinson und dem IJA gelang es, mit ihrem Wissen zur „Endlösung“ und deren Protagonisten für den World Jewish Congress wesentlich dazu beizutragen, dass dieses monströse Verbrechen beim Prozess ausführlicher behandelt wurde. Der Holocaust wurde aber vom Gericht dennoch nur als ein weiteres Verbrechen und nicht als ein singuläres Verbrechen behandelt.
Er war 1945 als Mitglied der UN-Menschenrechtskommission Berater des US-Chefanklägers Robert H. Jackson und half 1952 beim Aushandeln des Luxemburger Abkommens zwischen Israel und der Bundesrepublik Deutschland. Als Mitarbeiter des israelischen Generalstaatsanwalts Gideon Hausner war Robinson 1960/1961 am Prozess gegen Adolf Eichmann beteiligt.

## Theoretische Positionen und wissenschaftliche Tätigkeiten
Im Zusammenhang mit der Beteiligung an der Strafverfolgung von NS-Tätern hat Robinson auch geschichtswissenschaftlich gearbeitet. Er beteiligte sich an der Sicherung von NS-Archiven und der Sammlung von Zeitzeugenberichten der Holocaustüberlebenden. Er baute das 1925 in Berlin und Vilnius gegründete Institute for Jewish History (YIVO) in New York City ab 1940 neu auf und koordinierte die Zusammenarbeit von YIVO, Yad Vashem, Leo Baeck Institut, Wiener Library und dem Centre de Documentation Juive Contemporaine.
Robinson und sein Mitarbeiter Philip Friedman veröffentlichten 1960 das erste regelmäßige Journal zum Holocaust, gefolgt von umfassenden Bibliographien. Diese Sammlungen vornehmlich jüdischer Holocaustliteratur gelten als Grundlagenwerke für die Holocauststudien, die seit 1967 als spezieller Wissenschaftszweig entstanden sind. Dabei spielen Zeugnisse der Opfer eine ebenso entscheidende Rolle wie Zeugnisse der Täter.
Robinson setzte sich kritisch mit den Holocaust-Deutungen Hannah Arendts und Bruno Bettelheims auseinander. In seinem Buch And the crooked shall be made straight (1965) kritisiert er mannigfache Faktenfehler in Arendts Buch Eichmann in Jerusalem (1963), lehnt aber vor allem ihre Behauptung ab, Eichmann sei kein Antisemit gewesen. Er stützt sich dabei, wie auch die Anklage, wesentlich auf die Sassen-Protokolle, in denen Eichmann seinen Antisemitismus explizit formuliert hat. 1970 veröffentlicht Robinson seine Kritik an Bruno Bettelheim, Psychoanalysis in a Vacuum, in der er Bettelheims Einebnung der Spezifik der Shoah moniert, dessen kulturkritische Deutung der Judenvernichtung als Ausdruck einer allgemeinen Entwicklung zur Massengesellschaft ablehnt und Bettelheims Bild der Juden als Mitschuldige an der Shoah empirisch in Frage stellt.

## Werke
- mit Philip Friedman: Guide to Jewish history under Nazi impact. Jerusalem 1960.
- And the crooked shall be made straight. The Eichmann Trial, the Jewish Catastrophe, and Hannah Arendt’s Narrative. New York/London 1965.
- Psychoanalysis in a Vacuum. Bruno Bettelheim and the Holocaust. New York 1970.
- The Holocaust and After: Sources and Literature in English. Jerusalem 1973.